# Lantana ruiz-teranii
Lantana ruiz-teranii là một loài thực vật có hoa trong họ Cỏ roi ngựa. Loài này được López-Pal. & Steyerm. mô tả khoa học đầu tiên năm 1983.